# Pezzoli
Pezzoli is een plaats (frazione) in de Italiaanse gemeente Treviglio.